# Liebes Kind
Liebes Kind és una minisèrie de televisió alemanya del 2023 basada en la novel·la homònima de Romy Hausmann. Formada per sis episodis, Isabel Kleefeld i Julian Pörksen van ocupar-se del guió i la direcció. S'ha subtitulat al català.

## Repartiment
| Paper               | Intèrpret                 |
| ------------------- | ------------------------- |
| Jasmin Grass "Lena" | Kim Riedle                |
| Hannah              | Naila Schuberth           |
| Jonathan            | Sammy Schrein             |
| Aida Kurt           | Haley Louise Jones        |
| Gerd Bühling        | Hans Löw                  |
| Matthias Beck       | Justus von Dohnányi       |
| Infermera Ruth      | Birge Schade              |
| Ines Reisig         | Seraphina Maria Schweiger |
| Karin Beck          | Julika Jenkins            |
| Dr. Hamstedt        | Özgür Karadeniz           |
| Sven                | Juri Senft                |
| Lars Rogner         | Christian Beermann        |

## Producció
La sèrie està basada en la novel·la homònima de Romy Hausmann. Hausmann, entre d'altres, va participar en la sèrie, inspirant-se en el segrest de Natascha Kampusch. El dos vegades guanyador de l'Oscar Gustavo Santaolalla i Juan Luqui van ser els responsables de la banda sonora.

### Rodatge
El rodatge va tenir lloc a Alfter i Bonn, entre altres llocs. L'editorial del diari General-Anzeiger a Bonn va servir com a comissaria de policia, i la Universitat Alà de les Arts i les Ciències Socials d'Alfter va ser l'escenari de la llar d'infants.

## Estrena
Els sis episodis es van estrenar a Netflix el 7 de setembre de 2023.
Durant les dues primeres setmanes, va ser la sèrie en llengua no anglesa més vista a Netflix i va estar al top 10 de sèries en més de 90 països.